# اسلواکی در المپیک تابستانی ۲۰۲۴
کاروان المپیکی اسلواکی، متشکل از ۲۸ ورزشکار در بازی‌های المپیک تابستانی ۲۰۲۴ شرکت کردند. این مسابقات از ۲۶ ژوئیه تا ۱۱ اوت ۲۰۲۴ (۵ تا ۲۱ امرداد ۱۴۰۳ خورشیدی) به میزبانی پاریس، پایتخت فرانسه برگزار شد.  این حضور، هشتمین حضور کاروان المپیکی اسلواکی پس از تجزیه این کشور از چکسلواکی بود.
اسلواکی این دوره از بازی‌ها را تنها با یک مدال برنز به پایان رساند. ماتی بنوش، در قایقرانی، در ماده کانو یک‌نفره اسلالوم مردان توانست حداقلی‌ترین حضور این کشور را در المپیک به‌دست‌آورد و در جایگاه هشتاد و چهارم قرار گرفت.
با این‌حال، ورزشکاران بسیاری تا کسب مدال پیش رفتند. از جمله می‌توان به آنا کارولینا شمیدلووا، تنیسور زن اسلواکیایی اشاره کرد که در بازی مدال برنز نتوانست به پیروزی برسد. همچنین دانکا بارتکووا در رشته تیراندازی از کسب مدال بازماند.

## مدال‌آوران
| مدال | ورزشکار   | ورزش     | رویداد                    | تاریخ    |
| ---- | --------- | -------- | ------------------------- | -------- |
| برنز | ماتی بنوش | قایقرانی | کانو یک‌نفره اسلالوم مردان | ۲۹ ژوئیه |

| مدال براساس ورزش | مدال براساس ورزش | مدال براساس ورزش | مدال براساس ورزش | مدال براساس ورزش |
| ---------------- | ---------------- | ---------------- | ---------------- | ---------------- |
| ورزش             | 1                | 2                | 3                | کل               |
| قایقرانی         | ۰                | ۰                | ۱                | ۱                |
| کل               | ۰                | ۰                | ۱                | ۱                |

| مدال براساس جنسیت | مدال براساس جنسیت | مدال براساس جنسیت | مدال براساس جنسیت | مدال براساس جنسیت |
| ----------------- | ----------------- | ----------------- | ----------------- | ----------------- |
| جنسیت             | 1                 | 2                 | 3                 | کل                |
| مردان             | ۰                 | ۰                 | ۱                 | ۱                 |
| زنان              | ۰                 | ۰                 | ۰                 | ۰                 |
| مختلط             | ۰                 | ۰                 | ۰                 | ۰                 |
| کل                | ۰                 | ۰                 | ۱                 | ۱                 |

| مدال براساس تاریخ | مدال براساس تاریخ | مدال براساس تاریخ | مدال براساس تاریخ | مدال براساس تاریخ | مدال براساس تاریخ |
| ----------------- | ----------------- | ----------------- | ----------------- | ----------------- | ----------------- |
| تاریخ             | 1                 | 2                 | 3                 | کل                |                   |
| ۲۹ ژوئیه          | ۰                 | ۰                 | ۱                 | ۱                 |                   |
| کل                | ۰                 | ۰                 | ۱                 | ۱                 |                   |

## شرکت‌کنندگان
ورزشکاران کاروان المپیکی اسلواکی در رشته‌های زیر به رقابت پرداختند.
| ورزش              | مردان | زنان | کل |
| ----------------- | ----- | ---- | -- |
| تیراندازی با کمان | ۰     | ۱    | ۱  |
| دو و میدانی       | ۲     | ۴    | ۶  |
| بوکس              | ۰     | ۱    | ۱  |
| قایقرانی          | ۲     | ۲    | ۴  |
| دوچرخه‌سواری       | ۱     | ۱    | ۲  |
| جودو              | ۱     | ۰    | ۱  |
| قایقرانی بادبانی  | ۱     | ۰    | ۱  |
| تیراندازی         | ۳     | ۳    | ۶  |
| استیک‌برد          | ۱     | ۰    | ۱  |
| شنا               | ۱     | ۱    | ۲  |
| تنیس روی میز      | ۱     | ۰    | ۱  |
| تنیس              | ۰     | ۱    | ۱  |
| کشتی              | ۱     | ۰    | ۱  |
| کل                | ۱۴    | ۱۴   | ۲۸ |